# Morfeo

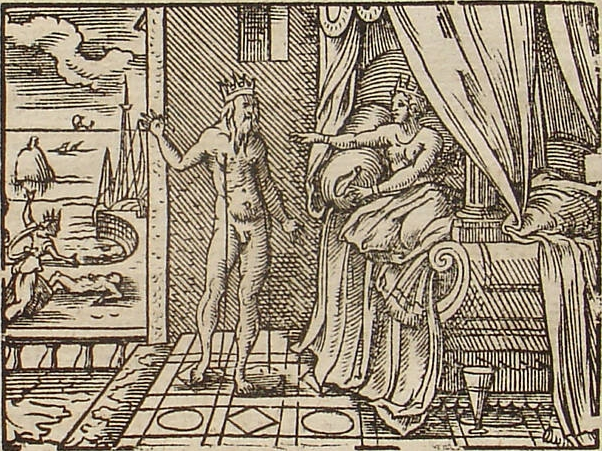
Ceice/Morfeo appare ad Alcione. Incisione di Virgil Solis per l'XI libro delle Metamorfosi di Ovidio.

Morfeo è il Dio dei sogni della mitologia greca, figlio di Ipno e di Notte. Il suo nome deriva dal greco da μορφή che vuol dire "forma" poiché lui era la divinità che di notte prendeva la forma e le caratteristiche dei sogni.

## Varianti del mito
Esiodo indica che i sogni erano figli della Notte. L'idea di una divinità specifica dei sogni chiamata Morfeo è più tarda e viene generalmente attribuita ad Ovidio, che nelle sue Metamorfosi diede un nome ai tre figli di Ipno, il sonno: Morfeo, Fobetore e Fantaso. Nell'Iliade e nell'Odissea, infatti, troviamo invece un'altra divinità, Oniro, che riassume in sé le caratteristiche di tutte le altre. Morfeo, nelle sue apparizioni notturne, prendeva le forme delle persone o delle cose sognate. Egli quando inviava sogni popolati da forme umane portava sempre con sé un mazzo di papaveri con cui, sfiorando le palpebre dei dormienti, donava loro illusioni realistiche. Gli altri due figli di Hypnos popolavano i sogni con animali (Fobetore) e paesaggi, case, oggetti inanimati (Fantaso). Spesso Morfeo era rappresentato nell'atto di abbracciare il padre Ipno.

## Nella cultura di massa
- Morfeo è uno dei tanti nomi del personaggio DC Comics Sogno.
- Morfeo è uno dei protagonisti della saga letteraria Ragazze dell'Olimpo, in cui è innamorato di Atena.
- È presente nella saga letteraria Percy Jackson e gli dei dell'Olimpo; nei romanzi, tuttavia, la figura di Morfeo è per lo più basata su Ipno, il padre del dio dei sogni.
- Morfeo è l'antagonista secondario del videogioco God of War: Chains of Olympus.
- Morpheus è il nome del capitano della Nabucodonosor in Matrix.
- Nel cartone animato Card Captor Sakura, la carta di clow The Dream, la carta del sogno, è ispirata a Morfeo, vista la tendenza della carta di mostrare solo cose vere (sentimenti, desideri, futuro, ecc.) nei sogni che mostra a colui che la usa.
- È uno dei personaggi principali della serie di fumetti Sandman di Neil Gaiman.
- MORFEO (Multi-conjugate adaptive Optics Relay For ELT Observation), sarà un modulo di ottica adattiva per l'Extremely Large Telescope dell'ESO [1]
- Morfeo è presente, insieme ai suoi fratelli, in I Cavalieri dello zodiaco - The Lost Canvas - Il mito di Ade dove, per volere di suo padre Hypnos, tiene Tenma di Pegasus e l'anima di Sisifo del Sagittario imprigionati nel Mondo dei Sogni.
- In C'era una volta, Gideon, il figlio di Gold e Belle, mentre era ancora nella pancia, si finge Morfeo per aiutare suo padre a liberare sua madre dalla Maledizione del sonno.
- La traccia strumentale che apre il sedicesimo album in studio del gruppo progressive metal statunitense Dream Theater, Parasomnia, ha come titolo In The Arms Of Morpheus, in riferimento alla divinità.